# Otto Dov Kulka
Otto Dov Kulka, né le 16 avril 1933 en Tchécoslovaquie et mort le 29 janvier 2021, est un historien israélien.

## Biographie
Son père, Erich Kulka, est un journaliste tchèque. La famille fait partie des milieux juifs germanophones de Prague. Tous sont déportés à Theresienstadt, puis à Auschwitz en 1943. Otto Kulka gagne Israël en 1949. Il y fait une carrière d'historien à l'université hébraïque de Jérusalem et au Mémorial de Yad Vashem.

## Liste des œuvres
- Deutsches Judentum unter dem Nationalsozialismus
- 2013 : Paysages de la métropole de la mort, trad. Pierre-Emmanuel Dauzat, Albin Michel

## Récompenses et distinctions
- 2013 : Prix frère et sœur Scholl